# Schatrandsch

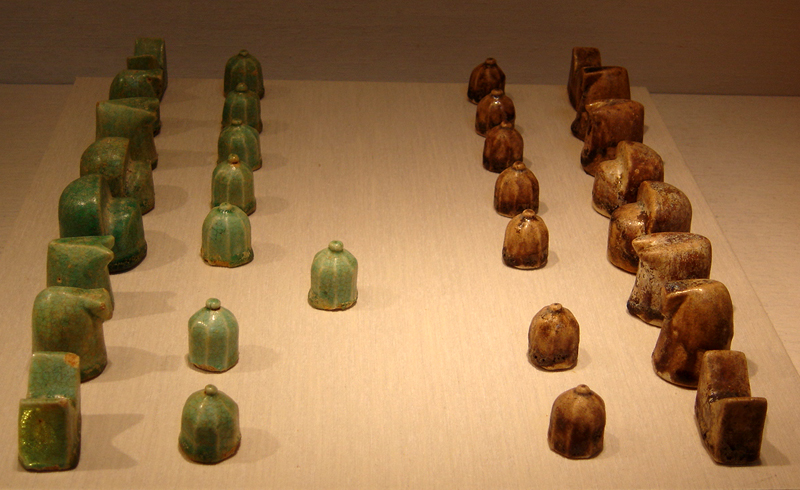
Schatrandsch-Spiel (Iran, 12. Jahrhundert)

Schatrandsch oder Shatranj (persisch شطرنج, DMG Šaṭranǧ) gilt als der iranische Vorläufer des modernen europäischen Schachspiels und als Nachfolger des indischen Ur-Schachs Chaturanga. Schatrandsch ist auch der persische und arabische Name des modernen Schachspiels.
Schatrandsch war in der persischen und arabischen Welt ab dem siebten Jahrhundert sehr populär. Es sind viele Schachkompositionen überliefert, die beim Schatrandsch als Mansuben bezeichnet werden. 
Bei Schatrandsch weisen die Gangarten der Figuren noch erhebliche Unterschiede zum modernen Schachspiel auf. Sie entsprechen mit Ausnahme des Alfil denen des Chaturanga. In dieser Form gelangte das Schachspiel im 10. oder 11. Jahrhundert auch nach Europa, wo es ebenfalls weite Verbreitung fand, bis sich daraus gegen Ende des 15. Jahrhunderts das heutige Schach mit Läufern und Dame und Bauerndoppelschritt entwickelte.

## Regeln
|   | a | b | c | d | e | f | g | h |   |
| 8 |   |   |   |   |   |   |   |   | 8 |
| 7 |   |   |   |   |   |   |   |   | 7 |
| 6 |   |   |   |   |   |   |   |   | 6 |
| 5 |   |   |   |   |   |   |   |   | 5 |
| 4 |   |   |   |   |   |   |   |   | 4 |
| 3 |   |   |   |   |   |   |   |   | 3 |
| 2 |   |   |   |   |   |   |   |   | 2 |
| 1 |   |   |   |   |   |   |   |   | 1 |
|   | a | b | c | d | e | f | g | h |   |

|   | a | b | c | d | e | f | g | h |   |
| 8 |   |   |   |   |   |   |   |   | 8 |
| 7 |   |   |   |   |   |   |   |   | 7 |
| 6 |   |   |   |   |   |   |   |   | 6 |
| 5 |   |   |   |   |   |   |   |   | 5 |
| 4 |   |   |   |   |   |   |   |   | 4 |
| 3 |   |   |   |   |   |   |   |   | 3 |
| 2 |   |   |   |   |   |   |   |   | 2 |
| 1 |   |   |   |   |   |   |   |   | 1 |
|   | a | b | c | d | e | f | g | h |   |

Die Grundstellung ist wie im modernen Schach, jedoch nehmen die Alfile den Platz der Läufer ein und der Fers den der Dame. Üblicherweise stehen der weiße und schwarze König in derselben Linie, doch ob sie in der d- oder e-Linie stehen, ist nicht festgelegt, und es macht für das Spiel wegen der Symmetrie auch keinen Unterschied.
König, Turm, Springer und Bauer ziehen bereits wie im heutigen Schach. Der Bauer hat jedoch keinen Doppelschritt, und entsprechend gibt es auch kein Schlagen en passant.
Es gibt auch keine Rochade, aber laut einiger Quellen kann der König einmal pro Partie einen Springerzug ausführen (die Einzelheiten dieser Regel sind nicht genau bekannt und waren wohl zeitlich und regional unterschiedlich).
Der Alfil, der Vorgänger des modernen Läufers, zieht genau zwei Felder weit in diagonaler Richtung, d. h., er überspringt ein Feld, welches auch besetzt sein darf.
Der Fers, der im heutigen Schach durch die Dame ersetzt ist, zieht diagonal ein Feld weit.
Wenn ein Bauer die letzte Reihe erreicht, wandelt er sich immer in einen Fers um.
Man gewinnt eine Partie, indem man den Gegner matt- oder pattsetzt oder alle gegnerischen Figuren außer dem König schlägt (Beraubungssieg). Meist galt jedoch die Ausnahme, dass das Spiel Remis endet, wenn ein Spieler, dem gerade der letzte Stein geschlagen wurde, im anschließenden Zug ebenfalls den letzten Stein seines Gegners schlagen kann.
Schatrandsch wird oft mit Tabijen gespielt. Das sind festgelegte Eröffnungs-Zugfolgen, die den Spielanfang beschleunigen, der sonst durch den fehlenden Bauerndoppelschritt etwas langwierig ist.